# Ralsko
Ralsko (tyska: Roll) är en stad i Tjeckien. Den ligger i regionen Liberec, i den norra delen av landet, 70 km norr om huvudstaden Prag. Ralsko ligger 331 meter över havet och antalet invånare är 2 109.
Terrängen runt Ralsko är huvudsakligen platt, men den allra närmaste omgivningen är kuperad. Runt Ralsko är det glesbefolkat, med 8 invånare per kvadratkilometer. Närmaste större samhälle är Česká Lípa, 16,1 km väster om Ralsko. I omgivningarna runt Ralsko växer i huvudsak blandskog.